# Vormfactor

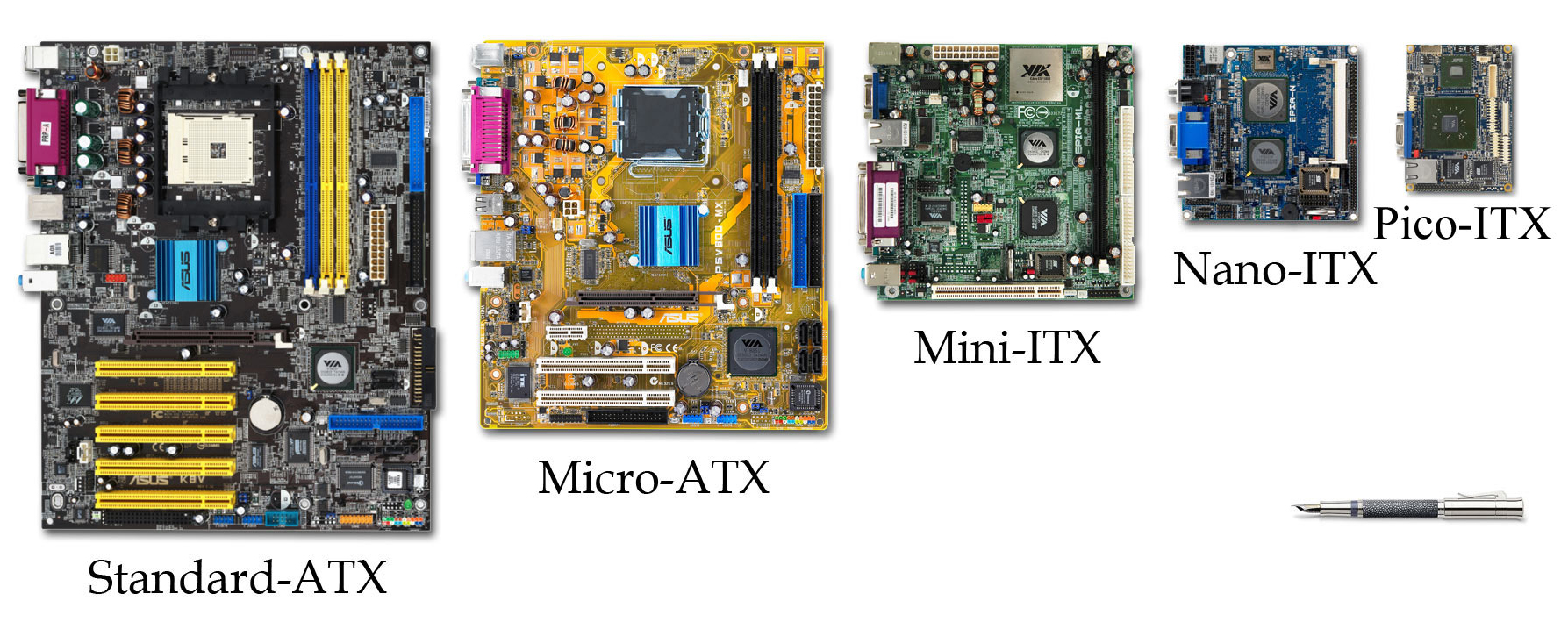
Vergelijking van enkele vaak voorkomende vormfactoren

Bij computers wordt de term vormfactor gebruikt om de fysieke specificaties van het moederbord aan te geven, bijvoorbeeld de grootte, locatie van de gaten voor het bevestigen ervan, aantal poorten op het achterste paneel of het type voeding.
Specifiek zorgen standaard vormfactoren in de IBM PC-compatibele industrie ervoor dat onderdelen onderling uitwisselbaar zijn tussen concurrerende verkopers en generaties van technologie. Bij bedrijven zorgen vormfactoren ervoor dat servermodules passen in de bestaande 19 inchreksystemen. De bekendste vormfactor is wellicht ATX, maar er zijn ook kleinere vormfactoren ontwikkeld en geïmplementeerd. Verdere verkleining vindt vooral haar limiet bij de huidige voedingstechnologie.